# Willy Eiselen
Willy Eiselen (* 5. April 1896 in Dachtel; † 22. Mai 1981 in Heidelberg) war ein deutscher  Unternehmer und Mäzen aus Ulm.

## Leben
Willy Eiselen wurde in Dachtel als Sohn eines Dorflehrers geboren. Er nahm am Ersten Weltkrieg teil und erlitt zwei schwere Verwundungen. Er war am Ende Leutnant der Reserve. Zwischen 1919 und 1922 studierte er Chemie und Maschinenbau an den Technischen Hochschulen Stuttgart und Karlsruhe. Er schloss mit dem Verbandsexamen ab. Anschließend unternahm er eine kaufmännische Ausbildung. Nach Lehr- und Wanderjahren wurde er 1926 Direktor in einer Firma in Freudenstadt/Schwarzwald, in der er die Herstellung und den Vertrieb von Backmitteln an Bäckereien aufbaute.
In den 1930er Jahren wurde er Gesellschafter der von ihm geleiteten Firmen. 1944 erfolgte die totale Zerstörung des Ulmer Betriebs und am 1946 der Neuaufbau in Ulm als selbständiges Unternehmen „Nährmittelwerk Willy Eiselen“. 1954 trat der Sohn Hermann Eiselen als Geschäftsführer und Mitgesellschafter in die Firma ein. Es folgte die Gründung der Firma „Ulmer Spatz Vater und Sohn Eiselen“.
1955 gründete er den eingetragenen Verein „Deutsches Brotmuseum“. Im Jahr 1968 wurde er zum Senator ehrenhalber der Technischen Hochschule Stuttgart ernannt und 1971 erhielt er die Ehrendoktorwürde der naturwissenschaftlichen Fakultät der Universität Hohenheim. 1978 erhielt Willy Eiselen die Verdienstmedaille des Landes Baden-Württemberg.
Mit seinem Sohn gründete er die „Vater und Sohn Eiselen-Stiftung gemeinnützige GmbH“. 
Willy Eiselen starb 1981 in Heidelberg.